# 伊勢貞為
伊勢 貞為（いせ さだため）は、戦国時代から江戸時代初期にかけての武将・故実家。室町幕府幕臣。

## 生涯
永禄2年（1559年）、室町幕府幕臣・伊勢貞良の子として誕生。幼名は虎福丸。
永禄5年（1562年）に13代将軍・足利義輝によって祖父で幕府政所執事（頭人）であった伊勢貞孝と父・貞良が討たれると、4歳であった貞為は家臣と共に若狭国に下る。
永禄8年（1565年）、永禄の変にて足利義輝が討たれると、伊勢氏の家臣達は三好三人衆と彼らが擁する将軍候補・足利義栄に対して御家再興を訴えて認められる。これは義栄の将軍就任直後に作成された御供衆の名簿は「伊勢虎福丸」名義で作成されており、当時虎福丸と名乗っていた貞為が伊勢氏再興を認めた義栄に仕官したことが分かる。
ところが、織田信長に奉じられた義輝の弟・足利義昭が上洛し、義栄も急死すると状況が一変する。新将軍となった義昭により対立候補であった義栄に仕えた幕臣の責任を追及され、義栄派とされた幕臣は解任された。『寛政重修諸家譜』によれば、貞為は病気のために家督を弟の貞興に譲ったと記すが、実際にはこの時に義栄派とみなされた貞為が家督を追われたとみられている。その後、義昭に許されて御供衆として仕えたとみられるが、弟の貞興が元亀2年（1571年）に政所執事に任じられている。その後、義昭と信長が敵対するようになると、義昭の命で弟や三淵藤英と共に二条御所を守ったが降伏、そのまま信長の家臣となった。
天正9年（1581年）に織田信長が行った馬揃に旧幕臣（公方衆）として参加するが病気を理由に隠退、豊臣秀吉にも一時仕えたがこれも辞して著述に専念した。馬術や武家故実に関する著作を多く残しており、『伊勢貞為軍陣覚書』・『極秘明顕之口伝』・『書札条々』などが知られている。
慶長14年（1609年）5月23日、死去。子の貞衡の代に江戸幕府に召されている。